# Jude Speyrer
Jude Speyrer (* 14. April 1929 in Leonville, Louisiana; † 21. Juli 2013 in Opelousas, Louisiana) war Bischof von Lake Charles.

## Leben
Jude Speyrer besuchte das St. Joseph Seminary in  St. Benedict LA (1942/47) und das Notre Dame Seminary in New Orleans (1947/49) und studierte am Päpstlichen Nordamerika-Kolleg in Rom (1949/50) und an der Schweizer Universität Freiburg (1950/53). Er empfing am 25. Juli 1953 in Lafayette die Priesterweihe durch Bischof Jules Jeanmard. Er war in zahlreichen pastoralen und administrativen Aufgaben des Bistums Lafayette tätig, zuletzt als Kanzler und Generalvikar der Diözese Lafayette.
Papst Johannes Paul II. ernannte ihn am 29. Januar 1980 zum ersten Bischof des neu gegründeten Bistums Lake Charles. Der Bischof von Lafayette Gerard Louis Frey spendete ihm am 25. April 1980 die Bischofsweihe; Mitkonsekratoren waren Maurice Schexnayder, emeritierter Bischof von Lafayette, und Harold Robert Perry SVD, Weihbischof in New Orleans. Er baute die Diözese sowohl pastoral als auch administrativ auf und gründete das Tabor Retreat House und das Katharine Drexel Conference Center am Saint Charles Center, dem spirituellen Diözesanzentrum.
Am 12. Dezember 2000 wurde seinem Ruhestandsgesuch aus gesundheitlichen Gründen durch Papst Johannes Paul II. stattgegeben. Er war Diözesanadministrator von Lake Charles bis 21. Februar 2001.